# Appenzellský salašnický pes
Appenzellský salašnický pes (německy: Appenzeller Sennenhund) je středně velké psí plemeno pocházející ze Švýcarska. Je jedním ze čtyř plemen, které se souhrnně nazývají švýcarští salašničtí psi. Název rasy je odvozen od původní chovatelské lokality, bývalého kantonu Appenzell.

## Historie

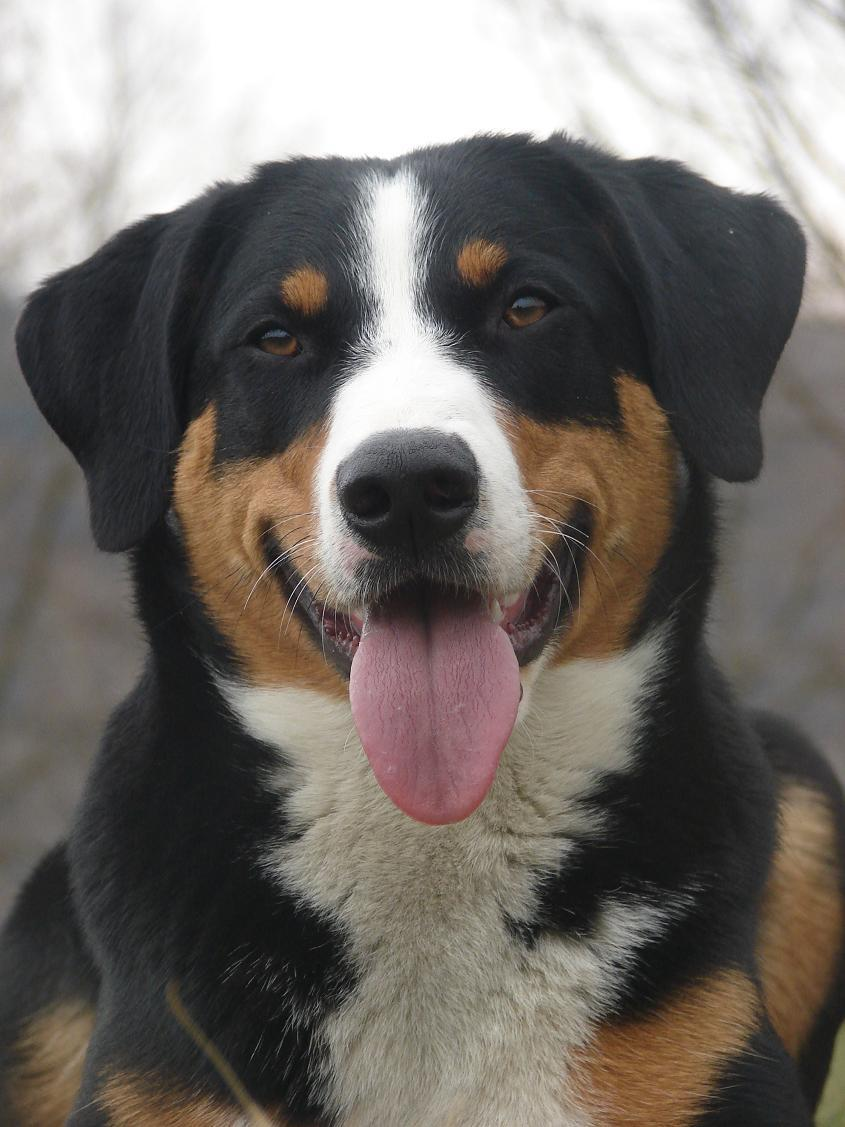
Appenzellský salašnický pes

Plemeno bylo poprvé popsáno v roce 1853 v knize „Tierleben der Alpenwelt“ (česky „Život zvířat ve světě Alp“). Stejně jako zbylá tři plemena švýcarských salašnických psů pochází z původně římských honáckých psů. Roku 1906 byl založen první chovatelský klub a plemenná kniha. Výrazně se o to založil především švýcarský geolog Albert Heim, který současně o osm let později pomáhal vytvářet první standard. Jako samostatné plemeno byl appenzellský salašnický pes mezinárodně uznán roku 1989.
V Česku plemeno zastřešuje Klub švýcarských salašnických psů, chov Appenzellského salašnického psa se datuje v roce 2000, kdy se v Česku narodila první štěňata.
K dubnu 2019 zde bylo registrováno patnáct chovatelských stanic.

## Povaha
Appenzell je nedůvěřivý vůči cizím lidem, rád o všem přemýšlí, výborně hlídá (hlasitě a jasně štěká), baví ho jakákoliv činnost. Velice důležitá je správná socializace štěněte již v raném věku u chovatele, která musí pokračovat i u nového majitele. Především psi (samci) mohou být dominantní k ostatním psům.
Hodí se i k menším či větším dětem, má je rád, jen je potřeba obě strany naučit, jak se mají k sobě vhodně chovat. Některé dětské hry mohou být appenzellovi nepříjemné, proto je nutné děti upozornit na to, co se psem smí a nesmí dělat. Toto plemeno, jakožto dobrý hlídač a ochránce, může mít tendenci chránit "své" děti při hře s cizími.
K jiným zvířatům je toto plemeno vhodné, pokud si na ně zvykne již od štěněte; dobře si rozumí i s příchozími členy, je potřeba ho vychovat a naučit, co smí a co ne. Umí rozlišit zvířata v domácí smečce od cizích, k cizím může mít nepřátelský postoj.

## Využití
Dnes si lidé pořizují appenzella jako rodinného společníka. Výborně hlídá, oddaně plní pánovy povely, které je potřeba jej naučit. Rád aportuje, proto se výborně hodí jak k výcviku, tak na psí sporty. Výborně se hodí na dogtrekking, rád běhá agility, flyball. Ale i v dnešní době si jej stále lidé pořizují na hlídání domů a domácího zvířectva pro jeho jasný hlas a neúplatnost.